# Franz Karl von Landsberg zu Erwitte

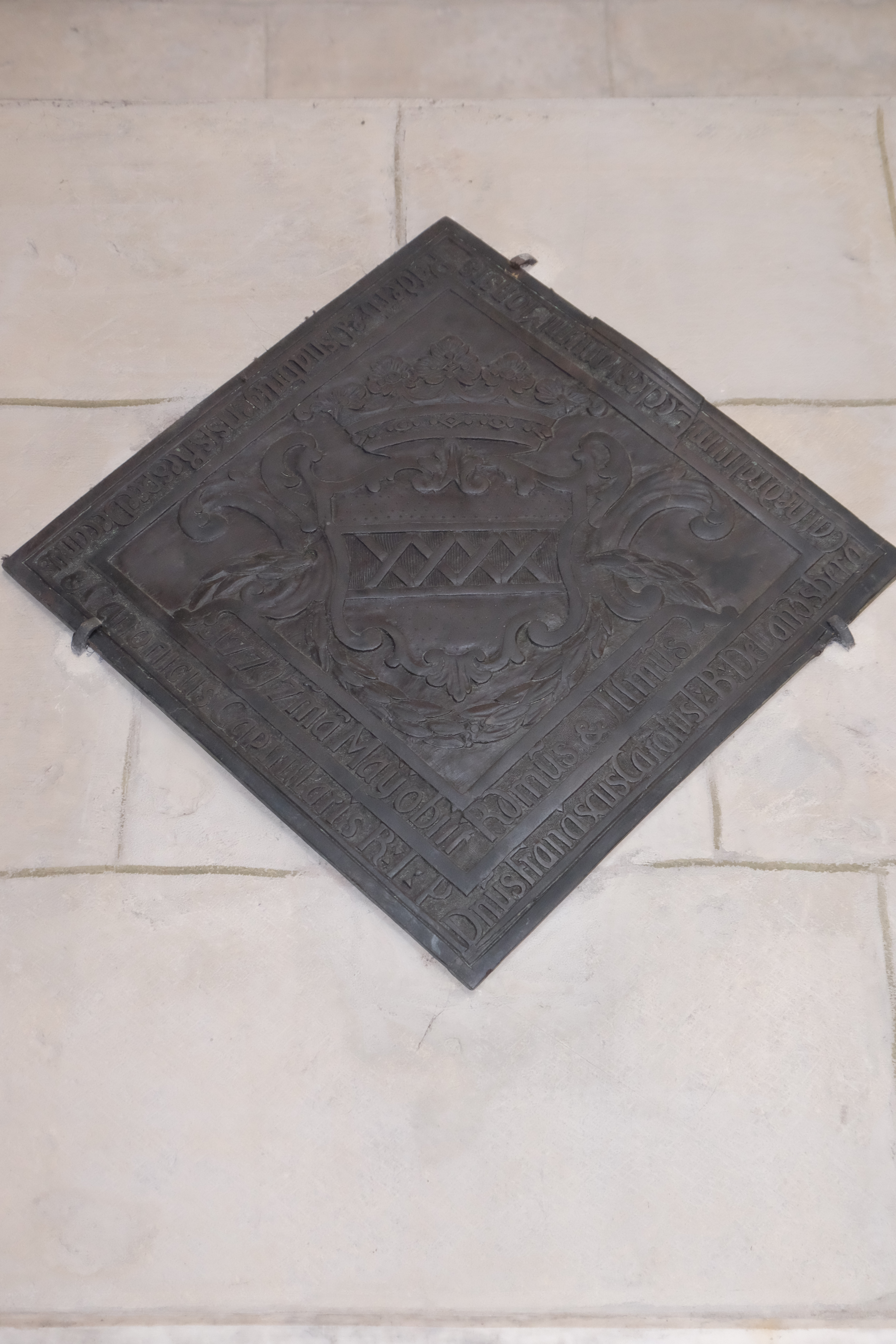
Grabplatte im Dom zu Münster

Franz Karl Anton Freiherr von Landsberg zu Erwitte (* 3. April 1735 in Arnsberg; † 7. Mai 1779 in Münster) war Domherr in Münster, Paderborn und Osnabrück.

## Leben

### Herkunft und Familie
Franz Karl Anton von Landsberg wuchs als Sohn des Franz Kaspar Ferdinand von Landsberg zu Erwitte und seiner Gemahlin Anna Maria Theresia von der Recke zusammen mit seinen Geschwistern Anna Adolphina (* 1751, ⚭ Hermann von Spiegel zum Desenberg), Johann Matthias (1734–1813) und Clemens August (1733–1785) in der Adelsfamilie von Landsberg auf. Durch seine Heirat mit der Erbtochter Anna Theresia von Velen kam Clemens August in den Besitz der Velenschen Güter. Die Familie nannte sich fortan von Landsberg-Velen.

### Wirken
Mit dem Erhalt der Tonsur am 17. Februar 1746 wurde Franz Karl auf ein geistliches Leben vorbereitet. Mit päpstlichem Zuspruch erhielt er am 15. September 1746 eine Dompräbende in Mainz. Am 21. November 1750 immatrikulierte er an der Universität Paderborn und absolvierte in der Zeit vom 3. November 1753 bis 20. Dezember 1754 ein Biennium in Rom.
Im Jahre 1753 erhielt Franz Karl Dompräbenden in Paderborn und Osnabrück, nachdem der Domherr Ferdinand Gottfried Droste zu Vischering verzichtet hatte. Vom Turnar erhielt er im Jahre 1759 eine Präbende in Münster, wurde am 11. Oktober d. J. aufgeschworen und besetzte die Stelle des kurkölnischen Kämmerers. Am 24. Juli 1760 setzte er seinen Bruder Johann Matthias als Testamentsvollstrecker ein. Franz Karl trat Ende Dezember 1770 als Nachfolger des Caspar Ferdinand Droste zu Füchten die Stelle des Hofkammerpräsidenten an. Diese behielt er bis zu seiner Wahl zum Domdechanten am 1. August 1774. In diesem Amt blieb er bis zu seinem Tode. Sein Grab befindet sich im Dom zu Münster.

### Auszeichnungen
1765 Geheimer Rat